# マスクヴァ
マスクヴァ(Лера Массква；ラテン文字転写の例:Lera Masskva、1988年 - )は、ロシアの歌手。本名は、ヴァレーリヤ・マスクヴァ(Валерия Массква)、16歳までは姓はグレーエヴァ(Гуреева)であった。2006年にデビューアルバムをリリース。

## 略歴
1988年にノヴィ・ウレンゴイに生まれる。 子供の頃、音楽教育を受けていなかったが、詩や歌を作曲していた。2002年にモスクワに移り、プロデューサーのイゴール・マルコフは、ヴァレリアのマスクヴァというプロモーションを引き受け、作曲家のアレクサンダー・マクシモフは、デモを録音するためのスタジオを提供した。
2004年までに、Sergey Kalachev（ベースギター）、Alexander Badazhkov（ギター）、Yuri Terletsky（以前はZemfiraのギター）、Vladimir Zharko（ドラム）というバンドメンバーを集めた。
2004年の初めに、クリスティーナ・オルバカイトの「それはただの夢」という曲を提供、この曲はプログラム「スターファクトリー」で演奏された。  同年12月、「SMSLove」という曲のビデオをリリースした。
2005年、ソチで開催されたポップミュージックフェスティバルに参加し、ムミー・トローリの「メドヴェディツァ」を演奏した。  2005年の終わりに、セルフタイトルのデビューアルバム「Maskva」がリリース。 「7thFloor」、「Well、Finally」、「Irreversibly」の曲のビデオクリップが撮影された。 
2007年にはセカンドアルバム「Разные」がリリースされた。 
2016年11月22日、彼女は4ekhovグループの創設者であるPavel Evlakhovと結婚した。 
2017年12月11日、彼女は家族と一緒に、モスクワのアパートで火事にあった。
2018年には、シングル「City」、「Shores」、「Snow Falls」がリリースされた。 「City」は、ウォルト・ディズニー・カンパニーの映画「Happiness is...Part2」のオリジナルサウンドトラックに収録された。

## 作品

### アルバム
Массква (2006年)
1. Необратимо
2. Я тебе тут…
3. Ну наконец-то
4. Sms-ная любовь
5. 7 этаж
6. Голуби
7. Вопросы
8. Мой город
9. Я так хочу
10. Зверь
11. Я тебя прошу
12. Париж

Разные (2007年)
1. Разные
2. Билет на самолёт
3. Люди все узнали
4. Возле
5. Лови
6. За весной опять приходит лето
7. На предельной
8. У кого-то
9. Жирафик
10. За тобой

### ミュージックビデオ
- 2004 — SMS-ная любовь
- 2005 — 7 этаж
- 2005 — Ну, наконец-то
- 2006 — Необратимо
- 2007 — Разные
- 2007 — Возле
- 2007 — Нецунами
- 2007 — Телефонные трубки
- 2013 — Навсегда (Новогодняя)
- 2014 — Осколок
- 2014 — Ялта
- 2018 — Берегами